# Grumman Gulfstream I
El Grumman Gulfstream I (designación de la compañía G-159) es un avión de negocios bimotor turbohélice. Voló por primera vez el 14 de agosto de 1958. El avión tiene características de diseño similares al Hawker Siddeley HS 748, especialmente el motor Rolls-Royce Dart.

## Diseño y desarrollo

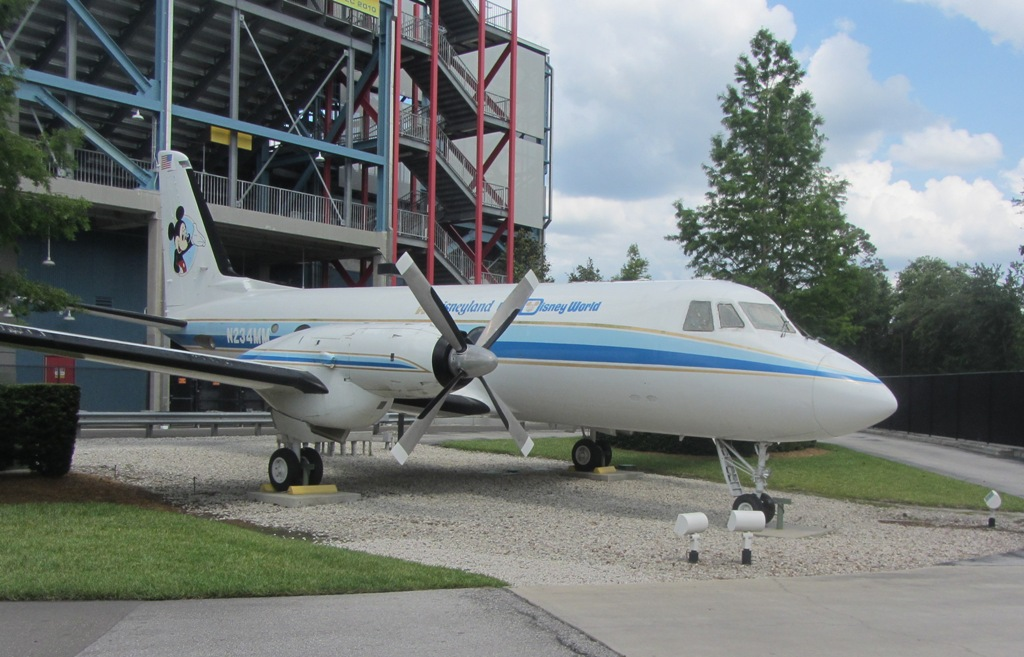
G-159 en exhibición en Disney-MGM Studios.

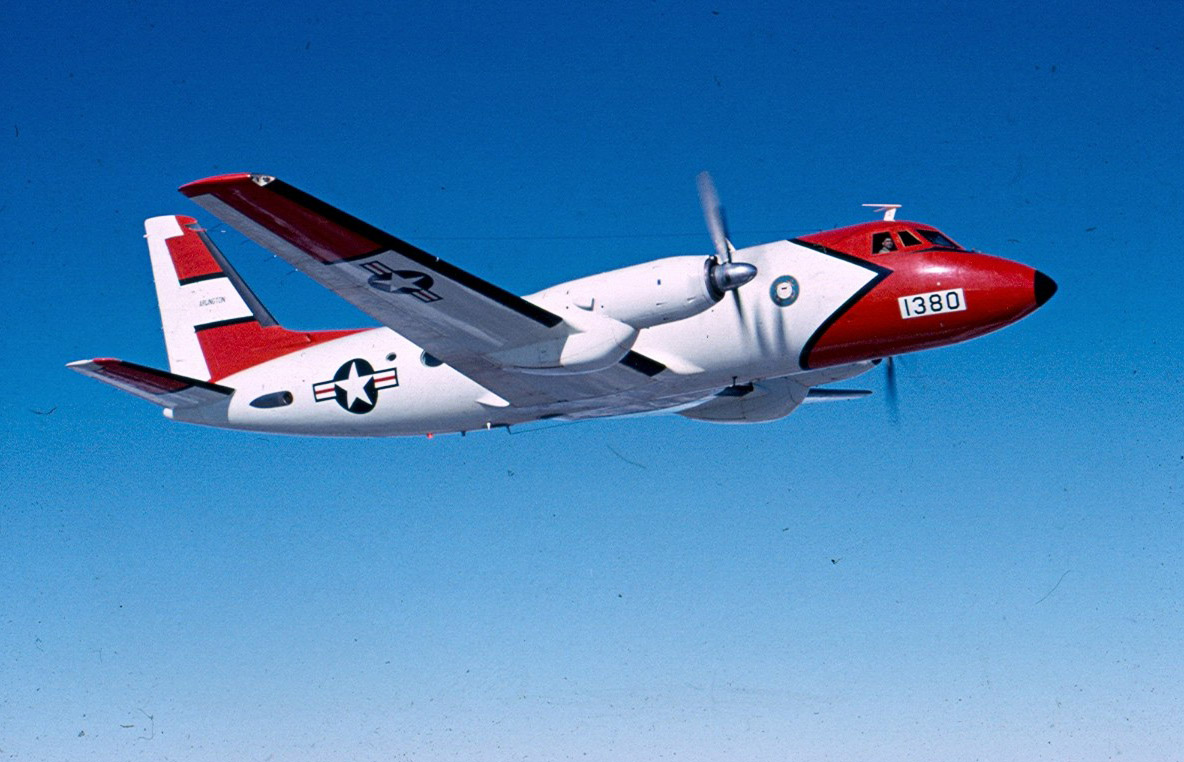
Gulfstream I (VC-4A) en vuelo, 1961.

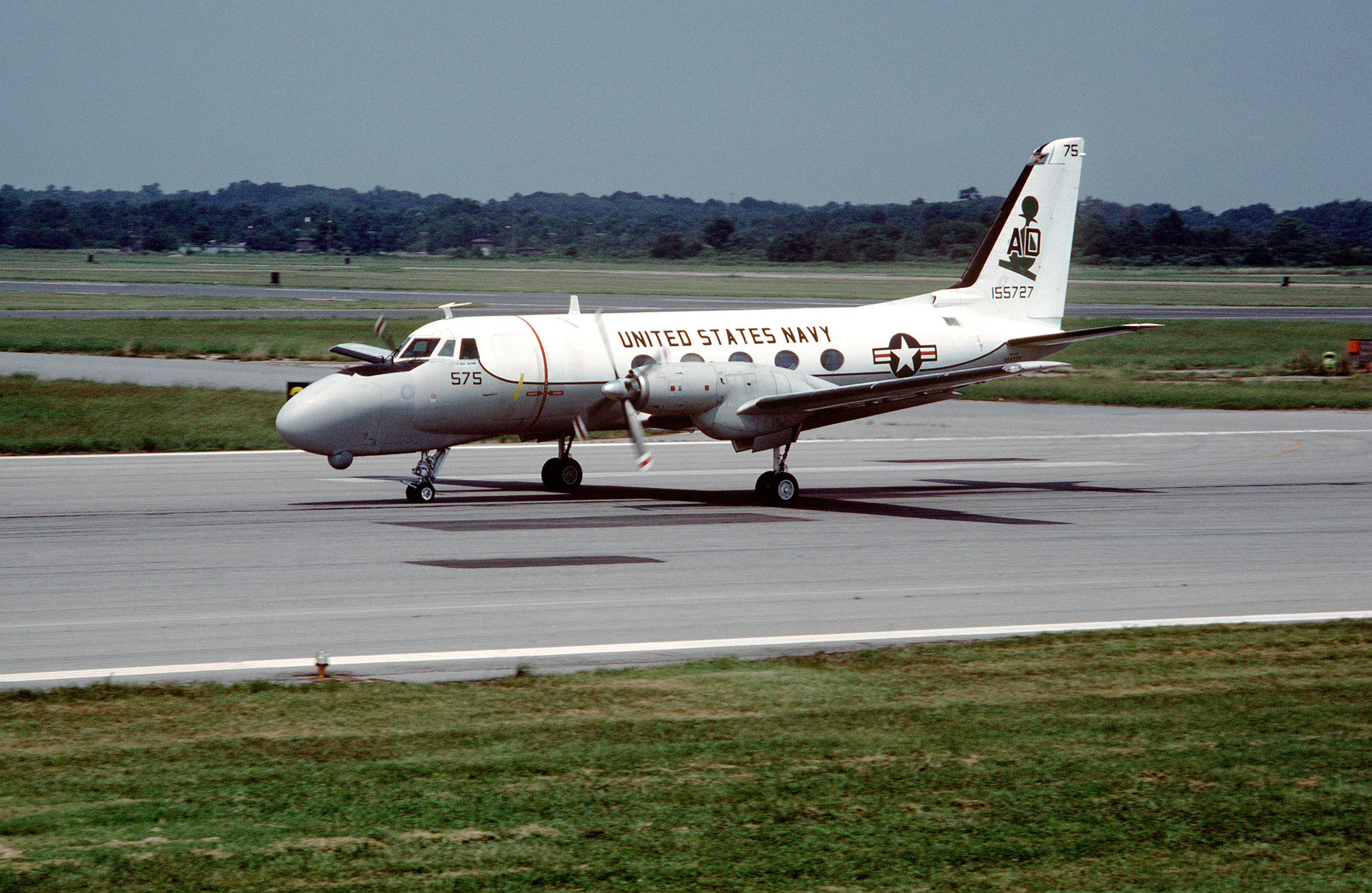
TC-4C Academe de la Armada de Estados Unidos en la Estación Aeronaval Oceana, 1989.

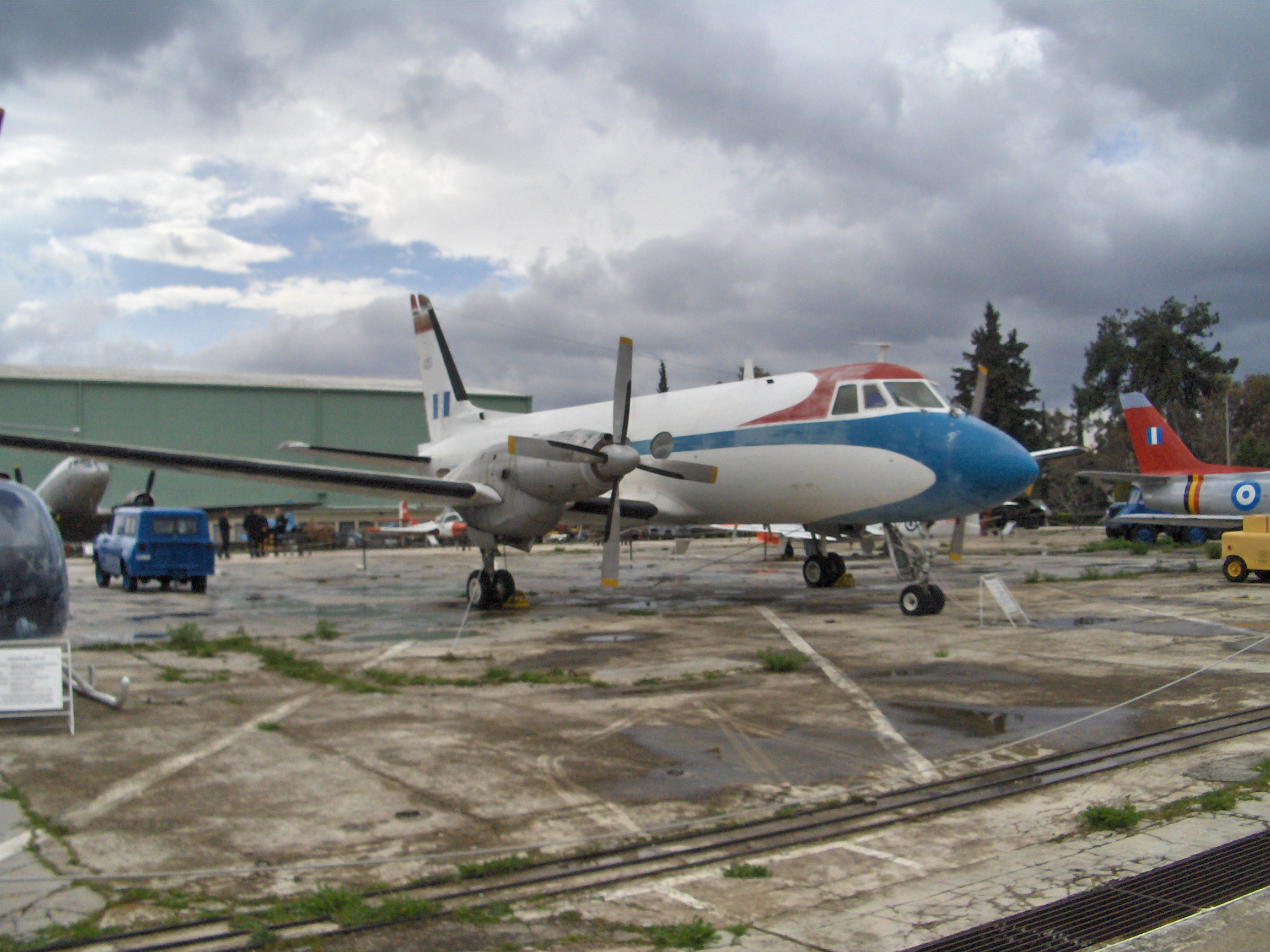
G-159 de la Fuerza Aérea Helénica en exhibición en Atenas, Grecia.

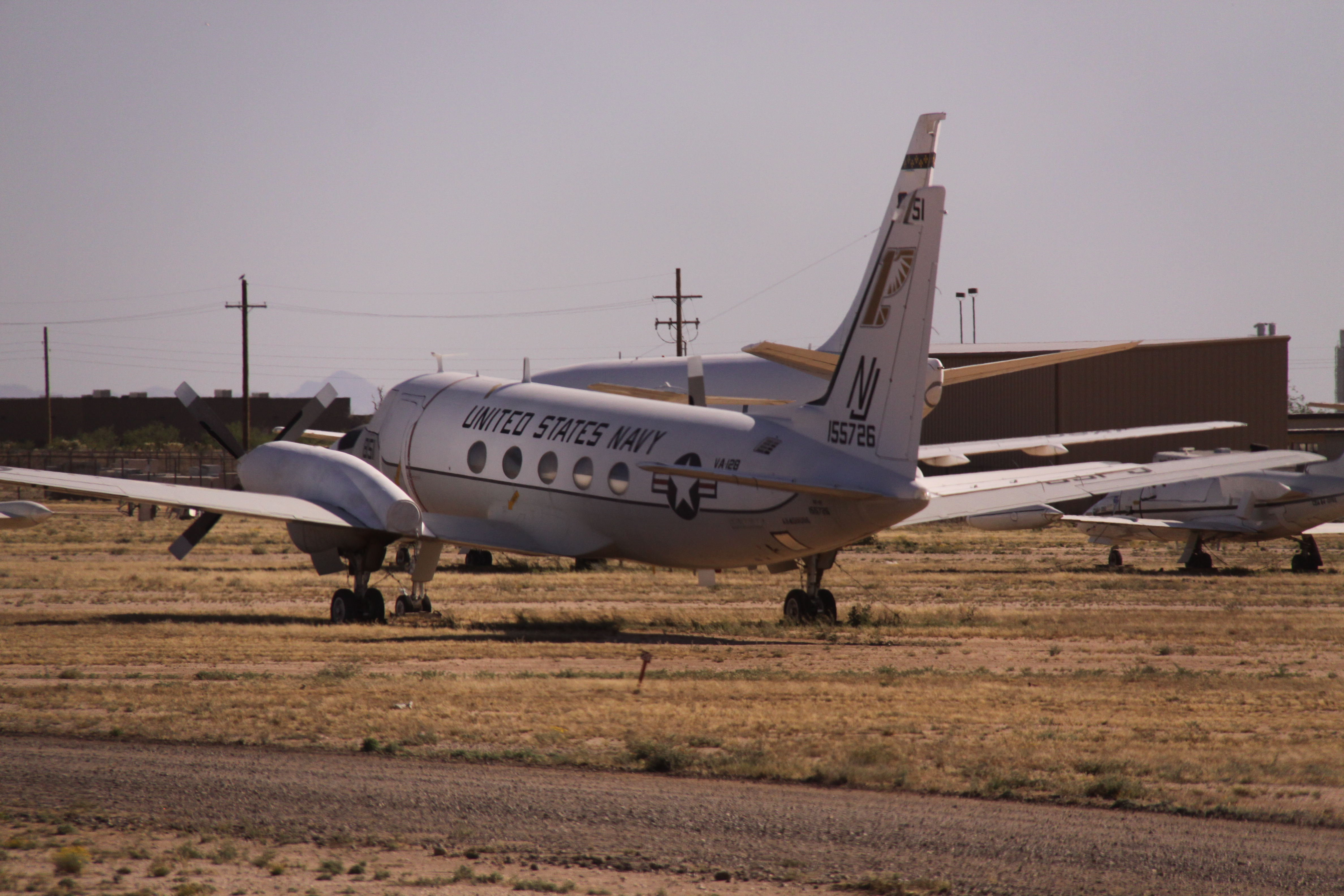
Grumman TC-4C Gulfstream I de la Armada de los Estados Unidos (155726) en la Base de la Fuerza Aérea Davis-Monthan.

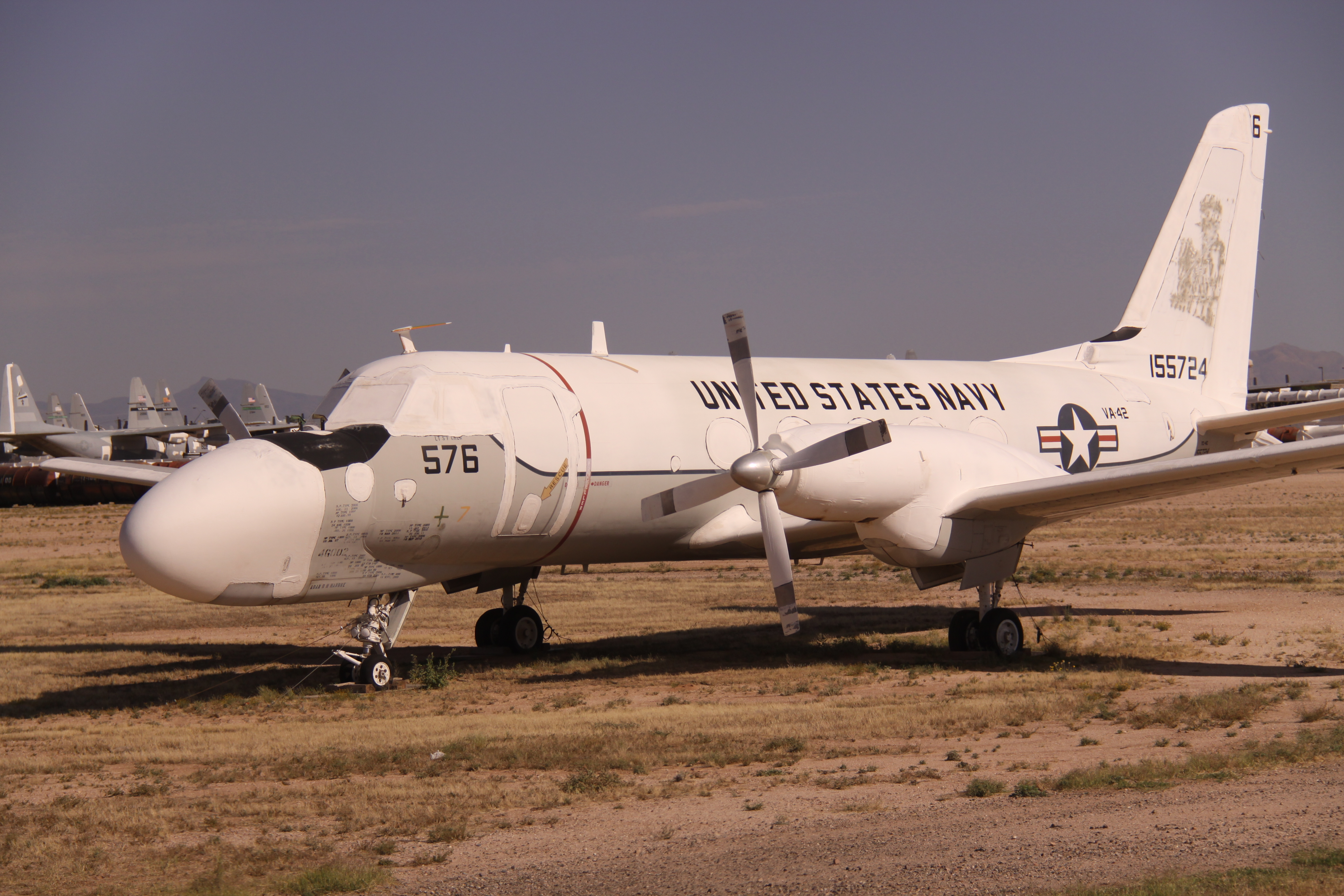
Grumman TC-4C Gulfstream I de la Armada de los Estados Unidos (155724) en la Base de la Fuerza Aérea Davis-Monthan.

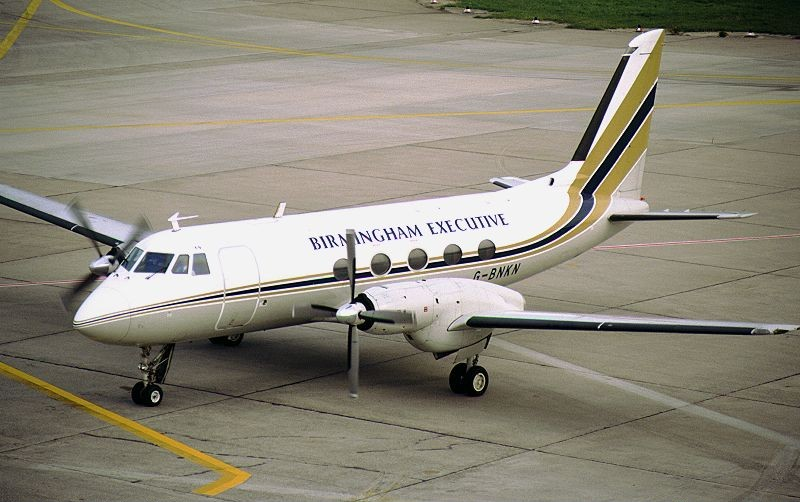
Grumman G-159 de Birmingham Executive Airways (G-BNKN) en el Aeropuerto Internacional de Düsseldorf.

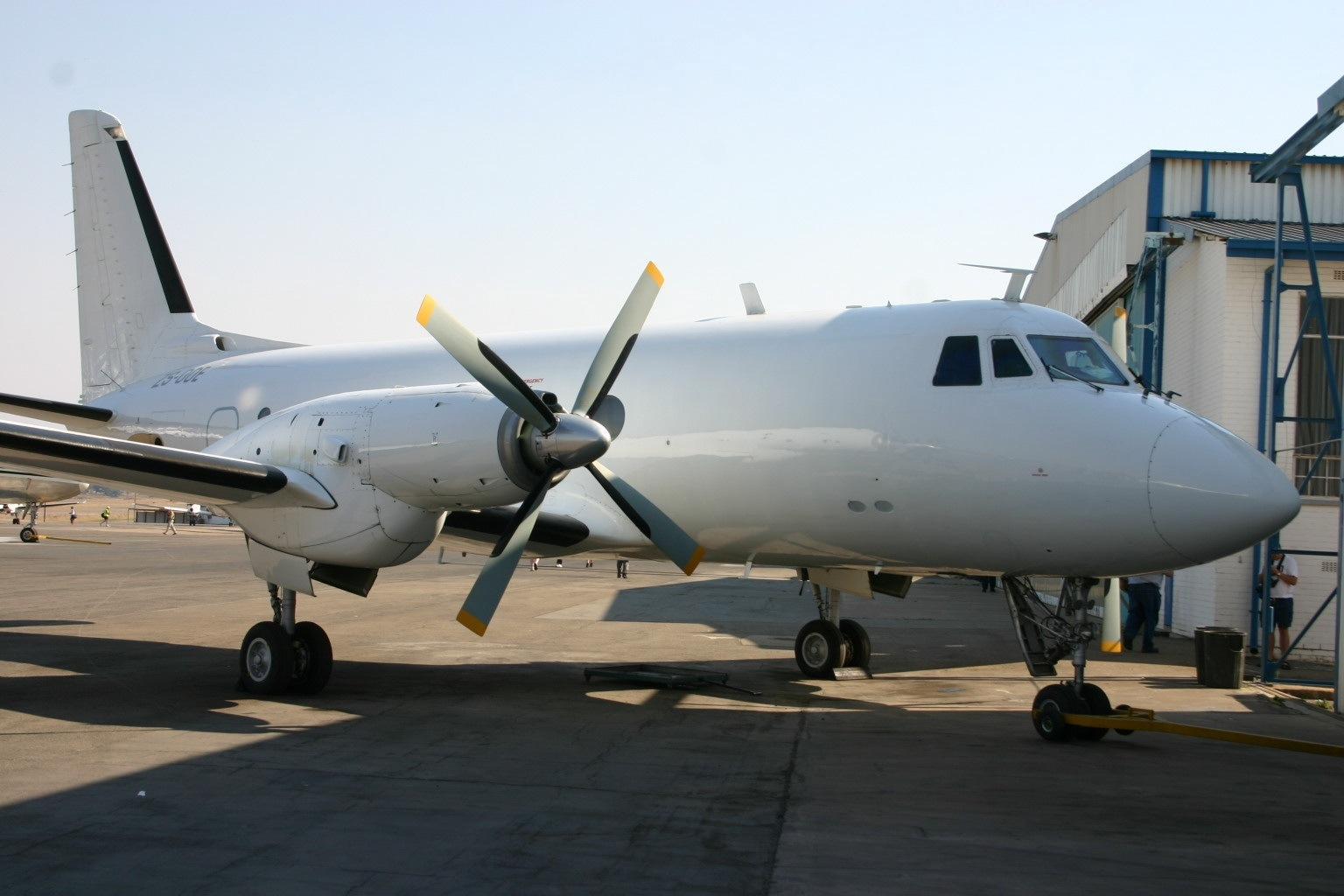
Grumman G-159 (ZS-OOE) en el Aeropuerto Internacional Lanseria.

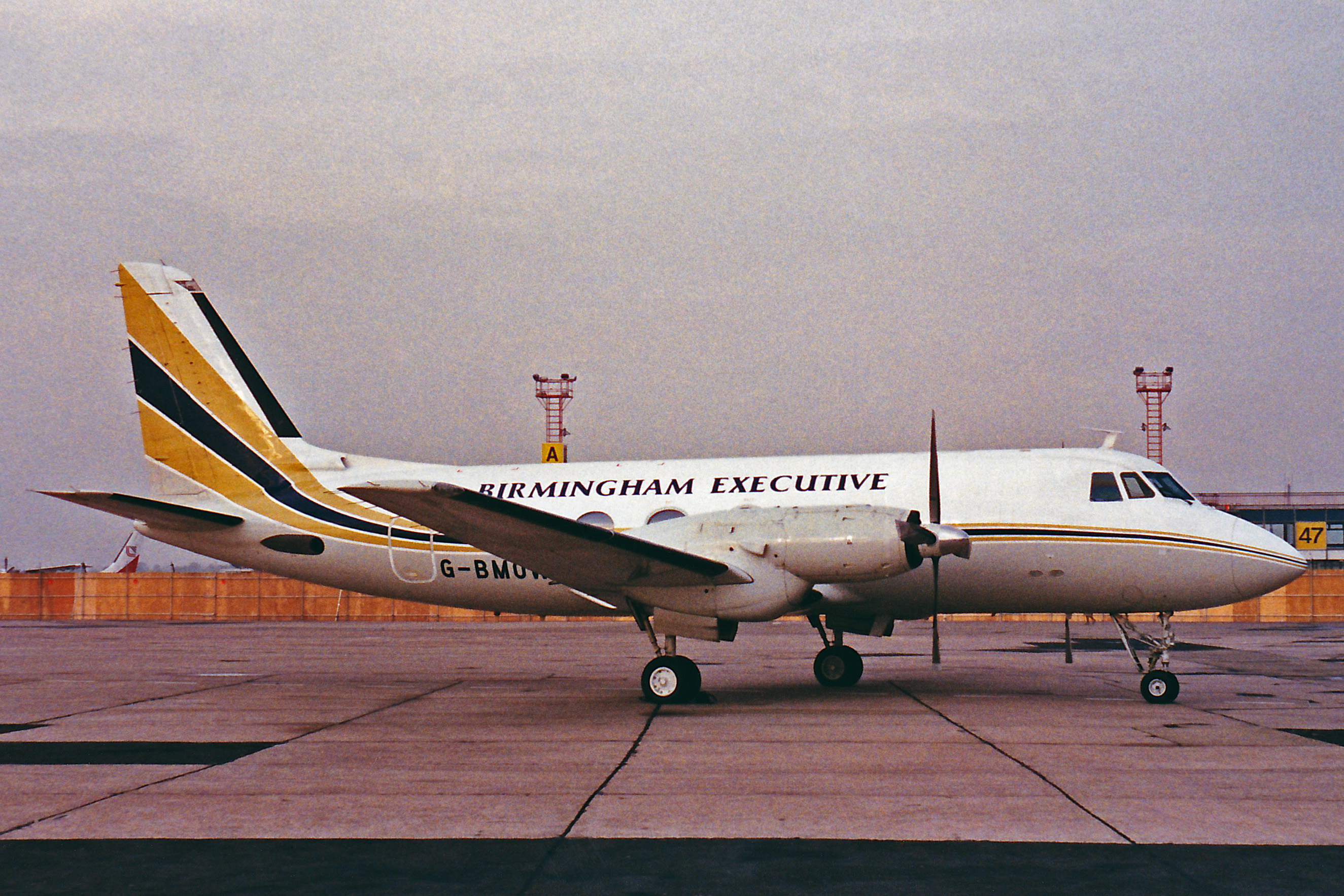
Grumman G-159 de Birmingham Executive Airways (G-BMOW) en el Aeropuerto de Mánchester.

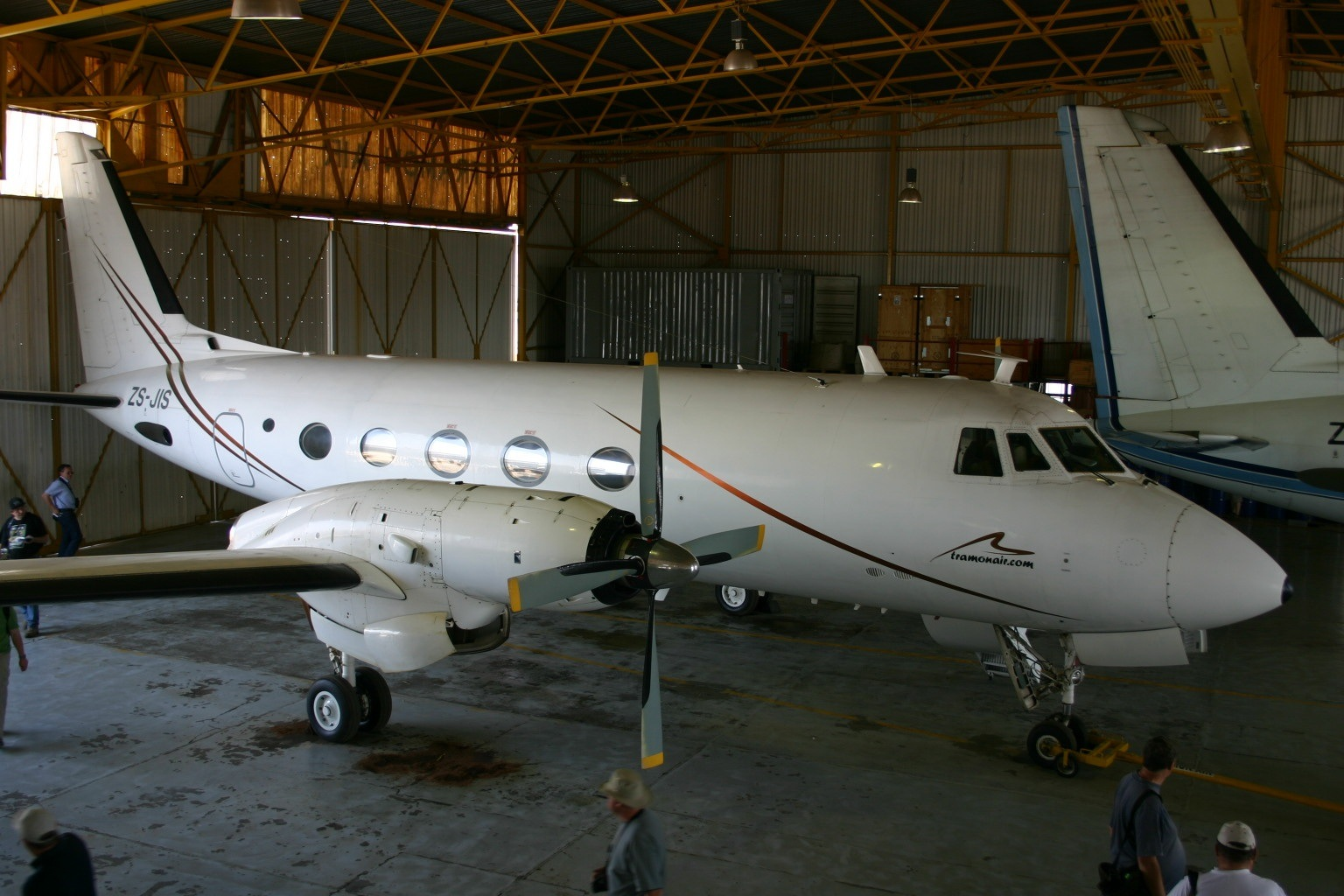
Grumman G-159 (ZS-JIS) en el Aeropuerto Internacional Lanseria.

Después de una primera idea, rechazada, para desarrollar el Grumman Widgeon como un transporte ejecutivo, la compañía estudió la producción de un avión de negocios basado en una variante con motor de turbina del transporte utilitario naval Grumman TF-1 Trader. La compañía ya había determinado que cualquier nuevo avión tendría que ser propulsado por turbohélice, y el motor elegido fue el Rolls-Royce Dart. Otros estudios demostraron que el diseño basado en el TF-1 Trader no se vendería, por lo que necesitaban un diseño totalmente nuevo con un ala baja y espacio para ponerse de pie en la cabina. En junio de 1957 se finalizó el diseño de G-159. Los clientes iniciales trabajaron con Grumman en los detalles de diseño y ajustes de aviónica. El 14 de agosto de 1958, el primer avión, con matrícula N701G, despegó de Bethpage, Nueva York, en su vuelo inaugural, y el 2 de mayo de 1959, el avión recibió el Certificado de Tipo de la Administración Federal de Aviación (FAA).
El Gulfstream I es un monoplano de ala baja con una estructura del fuselaje semi-monocasco de aleación de aluminio. El avión está propulsado por dos motores turbohélice Rolls-Royce Dart con hélices Rotol de velocidad constante con cuatro palas. El Gulfstream I tiene un tren de aterrizaje triciclo retráctil, con ruedas dobles en cada unidad. La cabina está diseñada para albergar hasta veinticuatro pasajeros en una disposición de alta densidad o sólo ocho en una disposición ejecutiva, aunque la más habitual oscilaba entre 10 y 20 pasajeros. El avión dispone de una escalerilla de accionamiento hidráulico en la cabina delantera para acceder a la misma.
La versión militar para Estados Unidos de este avión se denominó C-4 Academe. El TC-4 es una versión que incluye instrumentos de navegación. Fue utilizado por la Armada de los Estados Unidos para el entrenamiento de bombardeo y navegación del A-6 Intruder.
Grumman desarrolló una versión alargada de 37 pasajeros, el G-159-C, destinada a las aerolíneas regionales. Se entregaron cinco ejemplares a partir de noviembre de 1980. Air North (basado en Plattsburgh, Nueva York, y que posteriormente cambió su nombre a Brockway Air) fue una de las pocas aerolíneas en Estados Unidos en utilizar esta versión antes de su adquisición por parte de Brockway Glass. Otro operador del Grumman G-159-C fue Chaparral Airlines, que, a través de acuerdos de código compartido, operaba para aerolíneas como American Eagle y American Airlines. Royale Airlines operó aeronaves G-159 comunes a través de Continental Connection a nombre de Continental Airlines. En Reino Unido, Peregrine Air Services operaba vuelos para British Airways con este modelo.

## Historia operacional
En agosto de 2006, un total de 44 aviones Grumman Gulfstream II permanecía en servicio. El operador principal era Phoenix Air en los Estados Unidos con 13 aviones. Otras 19 aerolíneas también operaban esta aeronave. Un Grumman G-I fue comprado por Walt Disney en 1964 y su último vuelo fue el 8 de octubre de 1992; actualmente se encuentra en exhibición en los Disney-MGM Studios. El avión registraba 8800 vuelos y 20 000 horas de vuelo, transportó pasajeros notables como Richard Nixon, Ronald Reagan, Jimmy Carter, Julie Andrews, Hugh O'Brian y Annette Funicello.

## Variantes
Gulfstream I (G-159)
Avión ejecutivo con capacidad de hasta 24 pasajeros propulsado por dos motores Rolls-Royce Dart RDa.7/2 Mk 529-8X de 1648 kW (2210 hp), 200 construidos.
Gulfstream I-C (G-159-C)
Versión alargada para transporte regional, se modificaron 5 G-159 para convertirlos en G-159-C, al ser 3,25 metros más largo que la versión original, esta aeronave podía transportar hasta 37 pasajeros.
VC-4A
Transporte vip para la Guardia Costera de Estados Unidos, se construyó solo un aparato.
TC-4B
Designación militar estadounidense para un encargo cancelado de diez aviones para la Armada estadounidense para realizar tareas de entrenaniento de navegación y transporte.
TC-4C Academe
Avión de entrenamiento para pilotos del A-6 Intruder, se construyeron 9 ejemplares.

## Operadores
La mayoría de aeronaves G-159 eran operadas para transporte ejecutivo y muy pocas por aerolíneas, agencias de gobierno o fuerzas armadas.

### Civiles
Canadá
- Propair
- Ptarmigan Airways

 Dinamarca
- Cimber Air

 España
- Seven Air

 Estados Unidos
- Air North
- Air US
- Bonanza Airlines
- Chaparral Airlines
- NASA
- Phoenix Air
- Royale Airlines
- Southeast airlines
- Susquehanna Airlines

 Francia
- Air Provence

 Gabón
- Gabon Express

 Israel
- Aeroel Airways

 Kenia
- East African Safari Air
- Kenya Flamingo Airways

 Reino Unido
- Aberdeen Airways
- Birmingham European Airways
- Birmingham Executive Airways
- British Airways
- Capital Airlines

### Militares
Estados Unidos
- Ejército de los Estados Unidos
- Guardia Costera de los Estados Unidos
- Armada de los Estados Unidos

 Grecia
- Fuerza Aérea Helénica

## Especificaciones
Referencia datos: Jane's All The World's Aircraft 1965-66

### Características generales
- Tripulación: Dos
- Capacidad: 10-24 pasajeros
- Carga: 1937 kg (4270 lb)
- Longitud: 19,4 m (63,7 ft)
- Envergadura: 23,9 m (78,5 ft)
- Altura: 6,9 m (22,7 ft)
- Superficie alar: 56,7 m² (610,3 ft²)
- Perfil alar: raíz: NACA 63A-214; punta: NACA 63A-314
- Peso vacío: 9934 kg (21 894,5 lb)
- Peso máximo al despegue: 15 921 kg (35 089,9 lb)
- Planta motriz: 2× turbohélice Rolls-Royce Dart Mk.529 o Mk.529-8E.
  - Potencia: 1630 kW (2247 HP; 2217 CV) cada uno.
- Hélices: Rotol de cuatro palas y velocidad constante totalmente abanderable
- Peso máximo sin combustible: 11 871 kg (26 170 lb)
- Peso máximo en el aterrizaje: 15 241 kg (33 600 lb)
- Alargamiento: 10
- Capacidad de combustible: 5867,4 l

### Rendimiento
- Velocidad crucero (Vc): 560 km/h (348 MPH; 302 kt) máximo, a 7600 m (25 000 pies) en MTOW
- Alcance: 4090 km (2208 nmi; 2541 mi) con combustible máx. y carga de 1243 kg
- Techo de vuelo: 10 200 m (33 465 ft)
- Régimen de ascenso: 9,7 m/s (1909 ft/min)
- Carga alar: 279 kg/m² (57,1 lb/ft²)
- Velocidad de aproximación: 206 km/h
- Carrera de despegue: 777 m
- Carrera de despegue para 15 m (50 pies): 876 m
- Distancia de aterrizaje: 465 m
- Distancia de aterrizaje desde 15 m (50 pies): 648 m

## Aeronaves relacionadas

### Desarrollos relacionados
- Grumman Gulfstream II
- Gulfstream III

### Aeronaves similares
- Beechcraft King Air
- Hawker Siddeley HS 748

### Secuencias de designación
- Secuencia G-_ (interna de Grumman): ← G-128 - G-132 - G-134 - G-159 - G-164 - G-191 - G-231 -- G-251 - G-262 - G-303 - G-426 - G-712 - G-1128 - G-1159 →
- Secuencia C-_ (Aviones de Carga estadounidenses, 1962-presente): C-1 - C-2 - C-3 - C-4 - C-5 - C-6 - C-7 →